# Ninh Phụng
Ninh Phụng là một xã thuộc thị xã Ninh Hòa, tỉnh Khánh Hòa, Việt Nam.
Xã Ninh Phụng có diện tích 8,43 km², dân số năm 1999 là 11.458 người, mật độ dân số đạt 1.359 người/km².